# Gwijde van Bretagne
Gwijde van Bretagne (circa 1287 - 27 maart 1331) was van 1314 tot 1317 burggraaf van Limoges en van 1317 tot aan zijn dood graaf van Penthièvre. Hij behoorde tot het huis Châtillon.

## Levensloop
Gwijde was de tweede zoon van hertog Arthur II van Bretagne en burggravin Maria van Limoges.
In 1314 bezette Gwijde het burggraafschap Limoges, dat sinds het overlijden van zijn moeder in 1301 bestuurd werd door zijn oudere broer Jan III. In 1317 overtuigde Jan III Gwijde om Limoges aan zijn echtgenote Isabella van Castilië te geven. In ruil daarvoor kreeg hij het graafschap Penthièvre toegewezen.
Omdat Jan III kinderloos bleef, was Gwijde lange tijd de erfgenaam van het hertogdom Bretagne. Gwijde overleed echter al in 1331, tien jaar voor zijn broer Jan, en werd daardoor nooit hertog van Bretagne. Zijn dochter Johanna was de nieuwe erfgename van Bretagne, maar haar aanspraken werden betwist door Jan van Montfort, de halfbroer van Gwijde en Jan III. Het gevolg was dat na de dood van hertog Jan III van Bretagne in 1341 de Bretoense Successieoorlog uitbrak. Deze kwam pas ten einde in 1364, toen Johanna's echtgenoot Karel van Blois verslagen werd door Jan IV, de zoon van Jan van Montfort.
Na zijn dood werd Gwijde bijgezet in de cordelierskerk van Guingamp.

## Huwelijken en nakomelingen
In 1318 huwde hij met zijn eerste echtgenote Johanna (1300-1327), dochter van heer Goëllo van Avaugour. Ze kregen een dochter:
- Johanna (1319-1384), gravin van Penthièvre en hertogin van Bretagne, huwde in 1337 met Karel van Blois

Na de dood van Johanna in 1327 huwde hij in 1328 met Jeanne de Belleville (1300-1356). Het huwelijk werd echter in 1330 geannuleerd door paus Johannes XXII.

## Voorouders
| Voorouders van Gwijde van Bretagne | Voorouders van Gwijde van Bretagne                                 | Voorouders van Gwijde van Bretagne                                 | Voorouders van Gwijde van Bretagne                                            | Voorouders van Gwijde van Bretagne                                            | Voorouders van Gwijde van Bretagne                                   | Voorouders van Gwijde van Bretagne                                   | Voorouders van Gwijde van Bretagne                                   | Voorouders van Gwijde van Bretagne                                   |
| ---------------------------------- | ------------------------------------------------------------------ | ------------------------------------------------------------------ | ----------------------------------------------------------------------------- | ----------------------------------------------------------------------------- | -------------------------------------------------------------------- | -------------------------------------------------------------------- | -------------------------------------------------------------------- | -------------------------------------------------------------------- |
| Overgrootouders                    | Jan I van Bretagne (1217-1286) ∞ Blanche van Navarra (1226-1283)   | Jan I van Bretagne (1217-1286) ∞ Blanche van Navarra (1226-1283)   | Hendrik III van Engeland (1207-1272) ∞ 1236 Eleonora van Provence (1223-1291) | Hendrik III van Engeland (1207-1272) ∞ 1236 Eleonora van Provence (1223-1291) | Gwijde V van Limoges (-) ∞ Emegarde (-)                              | Gwijde V van Limoges (-) ∞ Emegarde (-)                              | Hugo IV van Bourgondië (1213-1272) ∞ Yolande van Dreux (1212-1248)   | Hugo IV van Bourgondië (1213-1272) ∞ Yolande van Dreux (1212-1248)   |
| Grootouders                        | Jan II van Bretagne (1239-1305) ∞ Beatrix van Engeland (1242–1275) | Jan II van Bretagne (1239-1305) ∞ Beatrix van Engeland (1242–1275) | Jan II van Bretagne (1239-1305) ∞ Beatrix van Engeland (1242–1275)            | Jan II van Bretagne (1239-1305) ∞ Beatrix van Engeland (1242–1275)            | Gwijde VI van Limoges (-1263) ∞ Margartha van Bourgondië (1229-1277) | Gwijde VI van Limoges (-1263) ∞ Margartha van Bourgondië (1229-1277) | Gwijde VI van Limoges (-1263) ∞ Margartha van Bourgondië (1229-1277) | Gwijde VI van Limoges (-1263) ∞ Margartha van Bourgondië (1229-1277) |
| Ouders                             | Arthur II van Bretagne (1261-1312) ∞ Maria van Limoges (1260–1291) | Arthur II van Bretagne (1261-1312) ∞ Maria van Limoges (1260–1291) | Arthur II van Bretagne (1261-1312) ∞ Maria van Limoges (1260–1291)            | Arthur II van Bretagne (1261-1312) ∞ Maria van Limoges (1260–1291)            | Arthur II van Bretagne (1261-1312) ∞ Maria van Limoges (1260–1291)   | Arthur II van Bretagne (1261-1312) ∞ Maria van Limoges (1260–1291)   | Arthur II van Bretagne (1261-1312) ∞ Maria van Limoges (1260–1291)   | Arthur II van Bretagne (1261-1312) ∞ Maria van Limoges (1260–1291)   |
| Gwijde van Bretagne (1286-1341)    |                                                                    |                                                                    |                                                                               |                                                                               |                                                                      |                                                                      |                                                                      |                                                                      |